# Stórhöfði
Stórhöfði es una península  y el punto más meridional de Heimaey, la isla más grande del archipiélago de Vestmannaeyjar en Islandia . Se cree que es el lugar más ventoso de Europa, y tiene el récord de la observación terrestre más baja de la presión atmosférica en Europa. El nombre significa 'gran capa', y también fue el nombre de una calle en la zona industrial Höfði de Reykjavik hasta 2015, cuando pasó a llamarse Svarthöfði, que significa 'capa negra' y es el término islandés de Darth Vader.
- Datos: Q16427726
- Multimedia: Stórhöfði / Q16427726